# Мустакіллік-майдоні (станція метро)
41°19′08″ пн. ш. 69°16′16″ сх. д. / 41.31889° пн. ш. 69.27111° сх. д.
Мустакіллік-майдоні (узб. Mustaqillik maydoni — Майдан незалежності) — станція Чилонзорської лінії Ташкентського метрополітену розташована між станціями Пахтакор і Амір Темур хійобоні.
До 1 листопада 1991 мала назву Площа імені В. І. Леніна.
Відкрита 6 листопада 1977 у складі першої черги Чилонзорської лінії.
Колонна трипрогінна станція мілкого закладення з підземними та наземним вестибюлями.
2 виходи з підземних вестибюлів на Алею Парадів і колишню площу Дзержинського. Прямокутні колони в вестибюлях і стіни оздоблені плитами з Газганського мармуру. Вестибюлі освітлюються люмінесцентними світильниками, встановленими в днище ребристих плит стелі. Підлога викладена плитами з полірованого граніту. Білі колони платформового залу, оздоблені плитами з Нуратинського мармуру, підкреслюються світло-рожевими стінами з Газганського мармуру. Цоколь оздоблено червоним омелянівським гранітом; підлога викладена полірованими плитами з червоного і сірого граніту з національним малюнком.
Архітектурні форми платформового залу виражені в переході восьмигранних колон в ажурну капітель, гармонізуючу з орнаментом стелі.
По периметру стелі в куполах підвішені кришталеві люстри, середина залу завершується куполами з великими сталактитовими кришталевими люстрами. Декоративна пластична стеля з куполами виконана з монолітного залізобетону. Монументальне панно над входом з боку колишньої площі Дзержинського, сходові ступені, стіни органічно зливаються з архітектурою площі та бульвару.

## Ресурси Інтернету
- Мустакіллік майдоні [Архівовано 17 травня 2014 у Wayback Machine.](рос.)